# Носители на орден „Свети Александър“ трета степен
Това е списък на наградените с орден „Свети Александър“ трета степен. Орденът представлява командирски кръст. Кръстът е със зелен или бял емайл (зависи от емисията), носи се на червена лента за шия – няма звезда.

## Списък

### А
- Барон Ионас Алстрьомер, легационен съветник, управляващ легацията на Швеция в Лондон (1921)
- Али бей, управляващ турската легация в София (1926)
- Генерал-майор Илия Атанасов, командир на Шести пехотен бдински полк (1929)
- Ролф Ото Аудфорд, директор на Министерство на външните работи на Кралство Норвегия (1932)
- Милан Ачимович, началник на обществената безопасност при градоначалството в Белград (1933)
- Граф Владимир д'Адикс, главен секретар на Международния съюз на ловците (1933)
- Д-р Леополд Адамец, редовен професор от Висшето земеделско училище във Виена (1933)
- Георге Анастасиу, помощник-директор на протокола на Министерство на външните работи в Кралство Румъния (1934)

### Б
- Боян Българанов, партизанин, впоследствие генерал от българската народна армия
- Генерал-майор Любомир Босилков, командир на шеста пехотна бдинска дивизия (1931)

### Ж
- Константин Живков, началник отдел в главната дирекция на трудовата повинност (1921)[1]
- граф Мануел Жимензен де Молина, втори секретар на Кралското Испанско посолство в Париж (1921)[1]
- Хенри Жюлиен, подполковник от френската пехота, помощник началник от специалното военно училище в Сен-Сир (1912)[1]

### З
- Генерал-майор Михаил Захариев, командир на шеста пехотна бдинска дивизия
- Генерал-майор Захари Захариев, заместник-командир на Въздушните войски

### Р
- Полковник Иван Радев, партизанин